# Jean-Jacques Conceição
Jean-Jacques Nzadi da Conceição (Kinshasa, 03 de Abril de 1964) é um basquetebolista angolano.

## Carreira

### Clubes
Primero Agosto Luanda (Angola).
- 1991-96 Liga de Portugal. Benfica Lisboa. Portugal
- 1996-99 LNB. CSP Limoges. Francia
- 1999-00 ACB. Unicaja. España
- 2000-03 Liga de Portugal. Portugal Telecom Lisboa. Portugal

## Conquistas

### Clubes
- 1993-94, 1994-95, e 1995-96: Copa de Portugal. (Benfica Lisboa).
- 1993-94, e 1994-95: Liga de Portugal. (Benfica Lisboa).
- 2000-01, e 2001-02: Copa de Portugal. (Portugal Telecom Lisboa).
- 2000-01, 2001-02, e 2002-03: Liga de Portugal. (Portugal Telecom Lisboa).

### Seleção Angolana
- 7x Campeão Africano: 1989, 1992, 1993, 1995, 1999, 2001 e 2003
- 1x Medalhista de bronze no Campeão Africano: 1997

### Honrarias
- Em 2011, dentro das celebrações do 50o aniversário da FIBA Africa, ele foi considerado o melhor basquetebolista africano de todos os tempos.[1][2]
- Em 2013, foi selecionado para o Fiba Hall da Fama.[3]